# Batalla de Dieppe
La Batalla de Dieppe, también llamada Operación Jubilee o Dieppe Raid en inglés, fue planificada y ejecutada por los Aliados durante la Segunda Guerra Mundial, cuando un conjunto de unidades canadienses y británicas asaltaron el puerto francés de Dieppe, ocupado por la Alemania Nazi, el 19 de agosto de 1942.
En el desembarco, cerca de 6.000 soldados de infantería, en su mayoría canadienses, fueron apoyados por la Armada del Reino Unido (Royal Navy) y contingentes aéreos aliados (RAF y USAAF). El objetivo era capturar y mantener el puerto por un tiempo breve, sólo para probar que era posible, así como capturar prisioneros para interrogarlos más tarde. La RAF también quería aprovechar el desembarco para provocar un gran combate con la Luftwaffe, a la que creía debilitada.
El desembarco fue un completo desastre, al no cumplir ninguno de sus objetivos y sufrir fuertes bajas. Solo una fuerza de ataque logró llegar a su objetivo específico (la de Playa Naranja). El apoyo de fuego aliado fue extremadamente inadecuado y la fuerza de desembarco quedó atrapada en gran parte en la playa por obstáculos y por las defensas alemanas. Solo diez horas después de los primeros desembarcos, las últimas tropas aliadas habían muerto, sido evacuadas o dejadas atrás para ser capturadas por los alemanes. En lugar de una demostración de fuerza, el sangriento fiasco mostró al mundo que los Aliados no podían esperar invadir Francia durante mucho tiempo. Solo lograron algunos mínimos éxitos de inteligencia militar, sobre todo de inteligencia electrónica.
De los 6.086 hombres que llegaron a la costa, 4.384 fueron muertos, heridos o capturados por los alemanes. Las fuerzas aéreas aliadas consiguieron atraer a la Luftwaffe en combate, pero perdieron 119 aviones debido a la aparición de los nuevos cazas Focke-Wulf 190, mientras que la Royal Navy sufrió 555 bajas. No obstante, la catástrofe de Dieppe sirvió de lección para los posteriores exitosos desembarcos en África (Operación Torch) y Normandía (Operación Overlord).

## Planificación

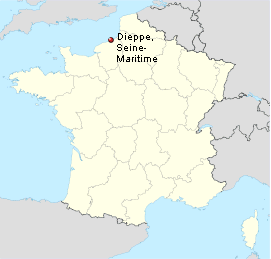
Ubicación de Dieppe en Francia.

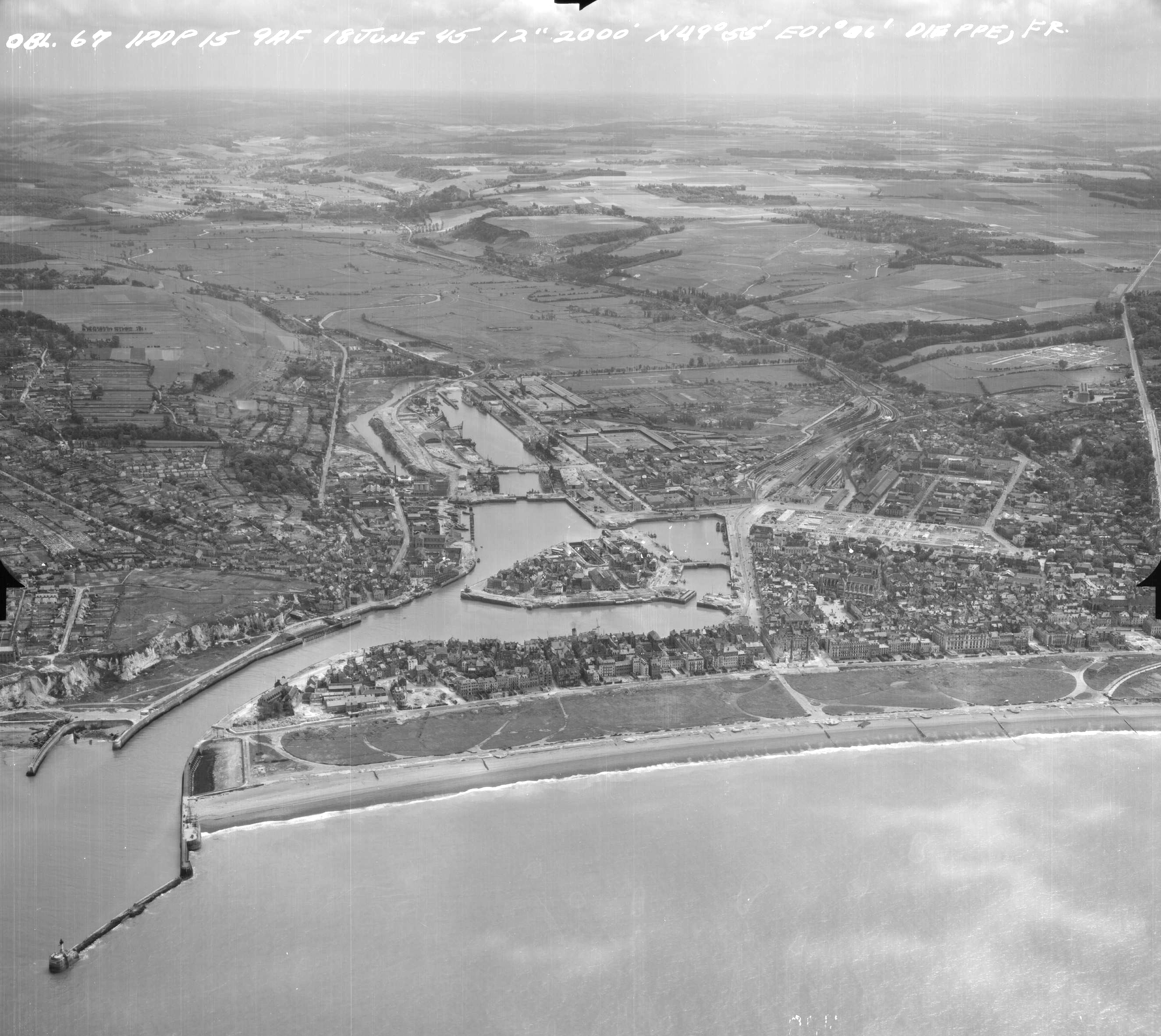
Fotografía aérea oblicua de Dieppe tomada en junio de 1945, que muestra la playa Roja.

Para 1942, el primer ministro británico Winston Churchill encontraba constantes peticiones soviéticas para que el Reino Unido abriera el "Segundo Frente" contra Alemania. El nuevo aliado del Reino Unido, los Estados Unidos, también se unió a este coro de voces, cuyo principal exponente era Stalin. Churchill se escandalizó cuando los oficiales estadounidenses sugirieron reabrir el frente occidental ese mismo año; no obstante, Churchill sugirió una serie de desembarcos menores en Noruega o Cherburgo. El Alto Mando Británico rechazó de plano esta sugerencia, y después de examinar muchos puertos, se determinó que Dieppe era la población ideal, debido a su proximidad a los aeródromos de Newhaven, East Sussex.
El 4 de abril, el Jefe de Operaciones del Alto Mando Combinado, Louis Mountbatten emitió la orden de planificar la operación. Poco después se presentaron dos variantes de un plan de desembarco en Dieppe:
- La primera variante, que fue rechazada, incluía dos desembarcos a los alrededores de Dieppe, que se moverían en forma de pinza hacia el pueblo, rodeándolo.
- La segunda variante incluía un ataque frontal sobre la playa, con desembarcos de apoyo en los alrededores del pueblo. Dos baterías pesadas de artillería deberían ser neutralizadas por tropas aerotransportadas arrojadas poco antes de iniciar el ataque.

El 18 de abril, se decidió implementar la segunda variante, con el añadido de un bombardeo de la región. La operación fue llamada Rutter, y se fijó para inicios de julio, cuando las mareas fueran altas.

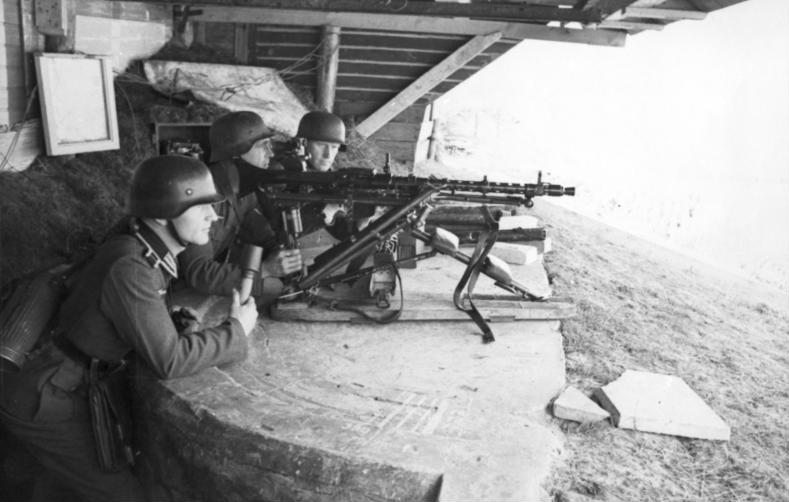
Un emplazamiento de ametralladora MG_34 alemana.

El tamaño y la escala de la operación imposibilitaron el uso exclusivo de comandos, por lo que se recurrió a tropas regulares, específicamente de aquellas que estaban al mando del comandante del sudeste, el entonces Teniente General Bernard Montgomery. Se decidió utilizar a tropas canadienses porque ya se encontraban en el lugar de salida y porque este ejército de 200.000 hombres voluntarios llevaba tres años de entrenamiento y tareas de guarnición, sin ningún combate, y esto estaba afectando a la moral de los hombres. El comandante de estas tropas, el teniente general Andrew McNaughton, seleccionó a la 2.ª División de Infantería canadiense para la operación, al mando del Mayor General John H. Roberts.
Para el 9 de mayo las fuerzas involucradas ya estaban definidas y el plan había sido trazado casi en su totalidad. La inteligencia británica había indicado que las playas alrededor de Dieppe no estaban muy protegidas, a pesar de lo cual no se consideró cambiar la variante seleccionada, a pesar de que esta implicaba un desembarco frontal en la región más protegida del pueblo. Se determinó entonces que la operación Rutter se llevaría a cabo entre el 4 y el 8 de julio. En la fecha seleccionada, con las tropas ya embarcadas, un mal tiempo repentino ocasionó retrasos a la operación. Peor aún, los alemanes descubrieron el convoy anclado en Solent, al norte de la isla de Wight, y lo bombardearon. Aunque el daño fue mínimo, el hecho de que el enemigo hubiera avistado la fuerza anfibia forzó la cancelación de la operación.
No dejándose desanimar, Mountbatten parece haber conseguido que Churchill y los altos oficiales británicos le permitieran ejecutar el desembarco en Dieppe, aunque no se conservan documentos que lo prueben. A pesar de que la seguridad de la operación había quedado comprometida al difundirse los planes tras su cancelación, los planificadores de Mountbatten idearon la Operación Jubilee con el mismo objetivo final y solo pequeños cambios al plan.
Un cambio fue el reemplazo de paracaidistas por comandos para la toma de las baterías alemanas y la dispersión de la flota en su trayectoria hacia Dieppe. Tal vez el cambio más decisivo fue la eliminación del bombardeo previo al asalto. Los comandantes de la RAF tenían miedo de que este bombardeo pondría en alerta a los defensores alemanes, y que los escombros provocados por los bombarderos aliados dificultarían el avance de los tanques. Finalmente se decidió realizar una serie de escaramuzas aéreas al noreste de Francia, cuyo objetivo sería atraer a la Luftwaffe pero lejos de Dieppe.
Como era de esperarse, las playas de Dieppe, rodeadas de acantilados, eran más fáciles de defender que las amplias playas de Normandía. Los hombres de la fuerza a cargo de la defensa de Dieppe, de la 302.ª División de Infantería, habían colocado dos hileras de alambre con púas y muros de hormigón en los puntos de acceso a las playas. Ocho cañones de 37 mm y ocho cañones de 75 mm protegían las playas, así como dos baterías antiaéreas. Un casino cercano había sido convertido en fortaleza, con un número no especificado de cañones de artillería. En los flancos de las playas, la Kriegsmarine colocó dos baterías llamadas Hess y Goebbels, con diez cañones en total de 150 mm. No obstante, la mayor debilidad alemana era la escasez de hombres: el área total a cubrir era muy extensa y sólo 150 hombres se encontraban en Dieppe.

## El ataque de los comandos
En la noche del 18 de agosto, las fuerzas de vanguardia que ejecutarían el ataque inicial fueron embarcadas en Southampton, Portsmouth y Newhaven. Parte de los barcos utilizados pertenecían a Francia, pero eran utilizados por fuerzas británicas desde la caída de Francia en 1940. El Regimiento escocés Essex también formaba parte del ataque inicial.

### Desembarco en la playa Yellow (Amarillo)

A diferencia del Comando No. 4, el No. 3 usó cascos de acero durante la batalla.

Mientras que la mayor parte de la flota inicial avanzó hacia las playas sin contratiempos, el ala izquierda del convoy se encontró con ocho pequeñas naves enemigas, produciéndose un enfrentamiento que dispersó esa sección de la flota. Aunque finalmente los alemanes se retiraron, los daños en los navíos aliados fueron considerables, ya que debido a la orden de silencio de radio, no se pudo solicitar ayuda a dos destructores británicos que estaban cerca. Cuando el combate finalizó, el comandante de la flotilla Wyburd descubrió que en la batalla, sus 19 transportes de personal se habían extraviado, por lo que ordenó suspender el ataque que sus tropas debían ejecutar en la "Playa Yellow", dos pequeñas playas al este de Dieppe. No obstante, esta información no llegó a todos los transportes, y siete de estos se dirigieron solos hacia las playas Yellow.
Estos siete transportes llegaron sin contratiempos a la playa objetivo, desembarcando primero un grupo de Comandos británicos, que intentó sin éxito aproximarse a la batería Goebbels. Con la llegada de los seis transportes restantes se reinicio el ataque bajo el resguardo de los acantilados.
A las 5:30 de la mañana se dio la alarma general alemana, e inmediatamente llegaron al lugar dos compañías alemanas en bicicletas, que obligaron a los Comandos británicos y a un grupo de Rangers estadounidenses presentes a retirarse de vuelta a la playa. Sin embargo, los atacantes descubrieron que sus transportes se habían retirado ya que algunos habían sido hundidos por el fuego enemigo, por lo que acorralados en la playa se tuvieron que rendir. Este primer desembarco costó 37 vidas y 81 prisioneros de guerra. En este ataque murió el teniente de los Rangers Edward Loustalot, que se convirtió en el primer soldado estadounidense en morir en Europa durante la II Guerra Mundial.

### Desembarco en la playa Orange (Naranja)

Comandos británicos en Newhaven después de destruir la batería 813, Hess. Lord Lovat en primer término, con pistola al cinto.

Al tiempo que el comando número 3 británico llegaba a la playa Yellow, el comando número 4, a las órdenes del teniente coronel Simon Fraser (Lord Lovat), llegaba a las playas Orange, ubicadas unos 9 km al oeste de Dieppe, en donde estaba situada la batería 813, Hess, compuesta por seis cañones de 150 mm. La misión encomendada era la destrucción de la batería, emplazada a poco más de 1 km de la costa, en Blancmesnil - Sainte Marguerite sur Mer, cerca de Varengeville, desde donde se podía hacer fuego sobre el convoy principal que navegaba hacia Dieppe. Al igual que en Yellow, la operación en la playa Orange se hizo desde dos playas, la de Vasterival, al este, denominada Orange I, y la de Sainte Margarite sur Mer - Quiberville, al oeste, Orange II, separadas unos 3 km.
El asalto se realizó en dos fases, atacando en dos grupos, con dos itinerarios diferentes. El primer grupo llegó en tres transportes, con 90 hombres, al mando del mayor Mills-Roberts, segundo de Lord Lovat, desembarcando en la playa de Vasterival, sin problemas, a las 4:50 de la mañana. Después de ascender por la empinada cuesta del valle de Vasterival, y cortar las comunicaciones con el Faro de Ailly, punto de observación de la batería, atacó frontalmente las posiciones alemanas, durante casi una hora.
Mientras, el grupo de Lord Lovat, en cuatro transportes, con 160 hombres (incluyendo 50 rangers del ejército de los Estados Unidos), desembarcó en la otra playa, y superando las defensas costeras, que pese a la distracción del ataque frontal del otro grupo habían detectado el desembarco, dio un rodeo a través del valle del Saâne para situarse en la retaguardia de la fortificación alemana. Con los dos grupos en posición, se procedió al asalto simultáneo a la batería Hess, que fue exitoso, y después de cubrir la batería con la Union Jack, se retiraron a las 07:30 como estaba previsto, reembarcando la mayoría - hubo 16 muertos y 10 desaparecidos - a Inglaterra. Durante el asalto, los atacantes lograron hacer varios prisioneros, que fueron trasladados a Gran Bretaña, y el ranger Franklyn Coons se convirtió en el primer soldado estadounidense en matar a un alemán en la II Guerra Mundial.
Este fue el único éxito relativo de la Operación Jubilee. La incursión fue considerada un modelo para futuras operaciones de asalto a baterías costeras, elaborándose meses más tarde un manual,(que luego fue descartado) para uso militar. Lord Lovat fue condecorado con la Orden de Servicios distinguidos por su participación en el ataque, y el capitán Patrick Porteous, con la Cruz de la Victoria.

### Desembarco en la playa Blue (Azul)

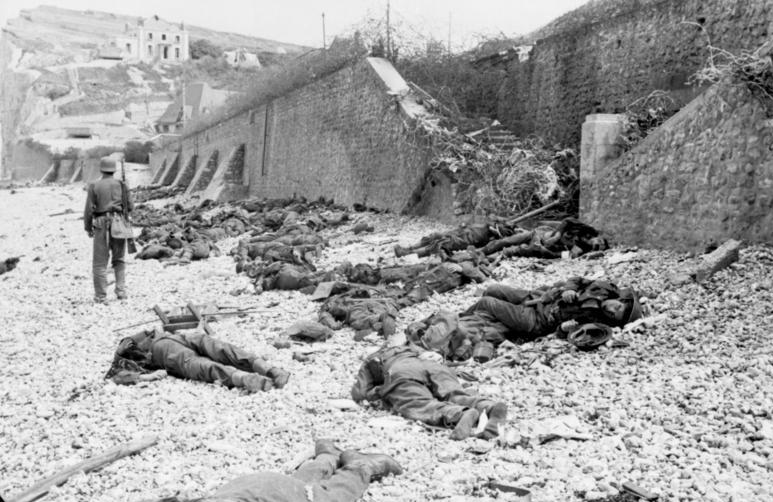
Soldados canadienses muertos en la playa azul de Puys.

Entre Dieppe y la playa Yellow se encontraba la playa Blue, de 250 metros de largo. En esta playa debía desembarcar el Regimiento Real Canadiense, que después de avanzar debería encontrarse con los soldados de la Essex, que desembarcaron en la playa Red. El ataque a esta playa fue planeado en tres olas de ataque, por lo que era necesario el factor sorpresa, con el objetivo de que la primera ola no encontrara a los defensores prevenidos. 
Sin embargo la sorpresa se perdió al darse la alarma general, por lo que los canadienses que habían llegado diecisiete minutos tarde no tuvieron ninguna oportunidad, ni siquiera al llegar las otras dos olas. Los transportes fueron destruidos conforme iban llegando y los canadienses quedaron completamente expuestos en la playa, siendo aniquilados en las horas posteriores.

### Desembarco en la playa Green (Verde)
Al oeste de Dieppe se encontraba la playa Green, al este de la playa Orange. Cinco compañías debían desplegarse a lo largo de la playa, destruyendo la estación de radar local y capturando varios puntos fuertes. No obstante, la fuerza de ataque oriental se encontró con fuerte resistencia, ya que fueron desembarcados muy al este de sus objetivos, por lo que los defensores alemanes tuvieron tiempo de reaccionar y pararon la ofensiva en seco, salvándose el radar alemán y la batería Hitler.

### Desembarcos en la playas Red y White (Roja y Blanca)

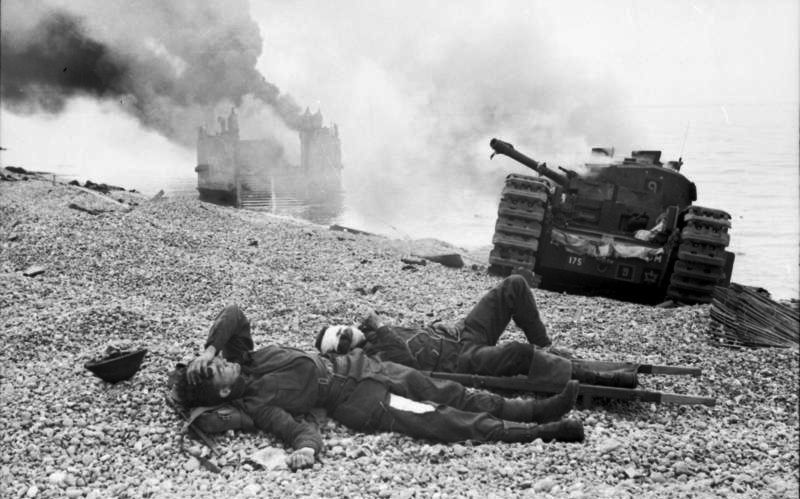
Soldados canadienses heridos y abandonados, detrás un Tanque Churchill destruido. Una lancha de desembarco está en llamas en el fondo.

Preparando el terreno para los principales desembarcos, cuatro destructores estaban bombardeando la costa a medida que se acercaban las lanchas de desembarco. A las 05:15, se les unieron cinco escuadrones de Hurricane de la RAF que bombardearon las defensas costeras y colocaron una cortina de humo para proteger a las tropas de asalto. Entre las 03:30 y las 03:40, 30 minutos después de los desembarcos iniciales, comenzó el asalto frontal principal del Essex Scottish y el Royal Hamilton Light Infantry. Su infantería debía ser apoyada por los tanques Churchill del 14.º Regimiento de Tanques del Ejército que desembarcaban al mismo tiempo, pero los tanques llegaron tarde a la playa. 
Como resultado, los dos batallones de infantería tuvieron que atacar sin blindados. Fueron recibidos por fuego pesado de ametralladoras desde emplazamientos excavados en los acantilados. Incapaces de despejar los obstáculos y escalar el malecón, sufrieron grandes pérdidas. El Capitán Denis Whitaker de la Royal Hamilton Light Infantry describiría una escena de carnicería y confusión absolutas, con soldados abatidos por el fuego alemán a lo largo del malecón mientras su comandante, el coronel Bob Labatt, trataba desesperadamente de usar una radio rota para contactar con el general Roberts. Cuando los tanques finalmente llegaron, solo 29 fueron desembarcados. Dos de ellos se hundieron en aguas profundas y otros 12 quedaron empantanados en la suave playa de guijarros. 
Solo 15 de los tanques lograron cruzar la playa y atravesar el malecón pero a continuación fueron detenidos por una serie de obstáculos de tanques que impidieron su entrada en la ciudad. Bloqueados, se vieron obligados a regresar a la playa desde donde proporcionaron fuego de apoyo a la infantería en retirada. Ninguno de los tanques logró regresar a Inglaterra. Todas las tripulaciones que desembarcaron murieron o fueron capturadas.

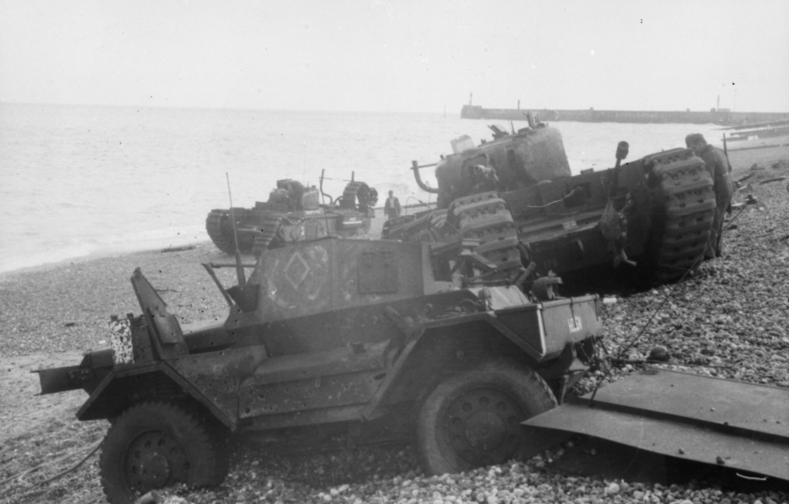
Un vehículo blindado Daimler Dingo y dos tanques Churchill se atascaron en la playa de guijarros. El tanque de Churchill más cercano tiene un lanzallamas montado en el casco, y el tanque trasero ha perdido una oruga. Ambos tienen accesorios para elevar sus escapes para caminar por las olas.

Sin darse cuenta de la situación en las playas debido a la cortina de humo colocada por los destructores de apoyo, el mayor general Roberts envió a la batalla a dos unidades de reserva: los Fusiliers Mont-Royal y los Royal Marines. A las 07:00, los fusileros bajo el mando del teniente coronel Dollard Ménard en 26 lanchas de desembarco navegaron hacia su playa. Fueron atacados duramente por los alemanes, que les disparaon con ametralladoras pesadas, morteros y granadas. Fueron aniquilados; solo unos pocos hombres lograron llegar al pueblo, en el centro de Dieppe y quedaron atrapados debajo de los acantilados. 
Roberts ordenó a los Royal Marines que desembarcaran para apoyarlos. Al no estar preparados para apoyar a los Fusileros, los Royal Marines tuvieron que transferirse de sus cañoneras y transportes de lanchas motoras a las lanchas de desembarco, muchas de las cuales estaban dañadas. Los Royal Marines que llegaron a la costa fueron muertos o hechos prisioneros. Al darse cuenta de la situación, el comandante de los Marines, teniente coronel Phillipps, se puso en pie en la popa de su nave de desembarco para hacerle señas al resto de sus hombres de que se volvieran. Cayó malherido unos momentos después.
Durante el ataque, un pelotón de mortero de los montañeses de Calgary comandado por el teniente FJ Reynolds se unió a la fuerza de desembarco, pero permaneció en alta mar después de que los tanques a bordo (con el nombre en código Bert y Bill) desembarcaran. Los sargentos Lyster y Pittaway fueron mencionados en Despachos por su parte en derribar dos aviones alemanes, y un oficial del batallón fue muerto en tierra.
A las 09:40, bajo fuego intenso, comenzó la retirada de las principales playas de desembarco, que se completó a las 14:00.

## Batalla aérea

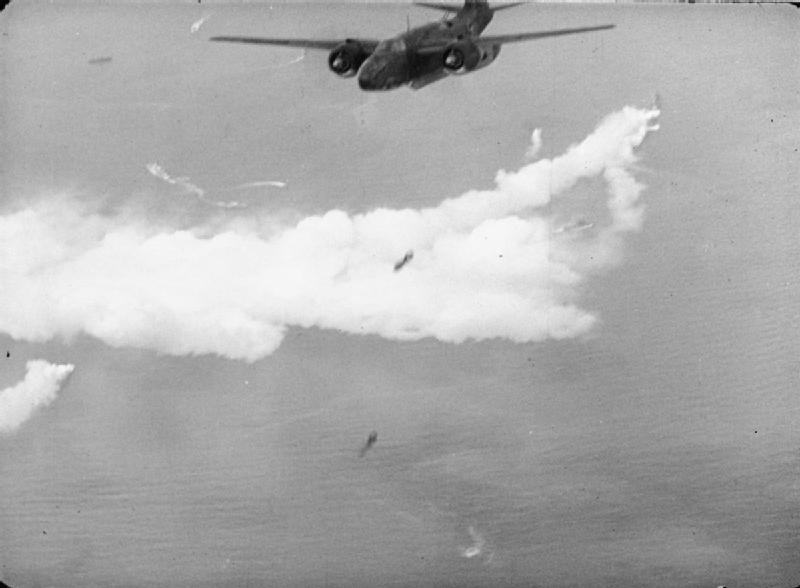
Bombas lanzadas por un bombardero Douglas Boston sobre el área.

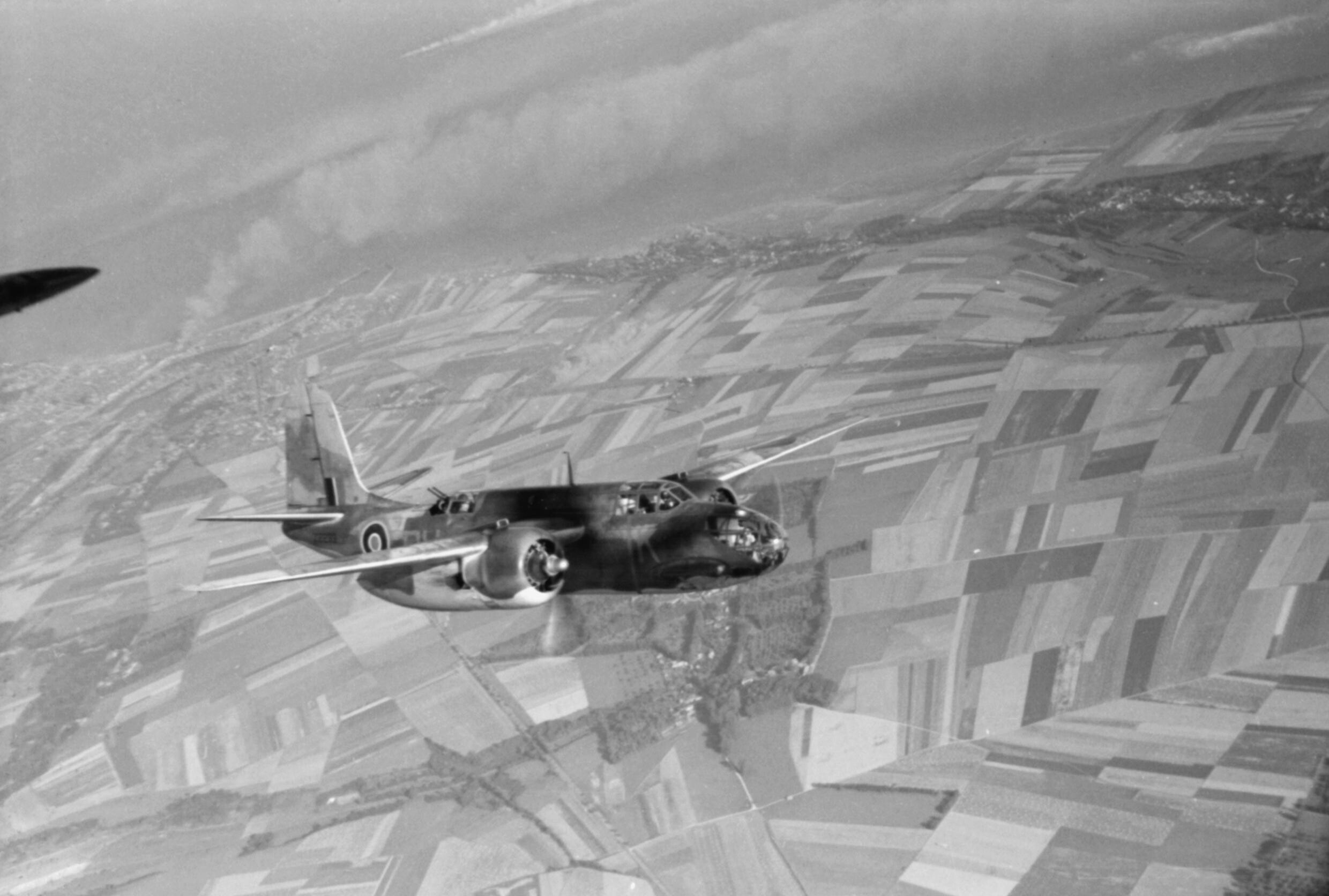
Un Douglas Boston Mark III del N.º 88 Squadron RAF, volando desde Ford, Sussex, se dirige tierra adentro sobre Francia después del bombardeo de las baterías de armas alemanas que defienden Dieppe, (visto en la esquina superior izquierda).

Las operaciones aéreas aliadas de apoyo a la Operación Jubilee resultaron en algunas de las batallas aéreas más feroces desde 1940. Los objetivos principales de la RAF eran lanzar un paraguas protector sobre la fuerza anfibia y las cabezas de playa y también obligar a las fuerzas de la Luftwaffe a una batalla de desgaste contra los Aliados. 
Se utilizaron para ello unos 48 escuadrones de cazas Spitfire, con ocho escuadrones de bombarderos de combate Hurricane, cuatro escuadrones de reconocimiento Mustang Mk Is y siete escuadrones de bombarderos Douglas Boston del Grupo N.º 2. Oponiéndose a estas fuerzas había unos 120 aviones alemanes operativos: cazas de los Jagdgeschwader 2 y 26 (JG 2 y JG 26), bombarderos Dornier Do 217 de Kampfgeschwader 2 y varios elementos de bombardeo antibuque de III./ KG 53, II./Kampfgeschwader 40 ( KG 40) e I./KG 77.
Aunque inicialmente fueron lentos para responder a la incursión, los aviadores alemanes hicieron sentir su presencia en el puerto a medida que avanzaba el día. Si bien los combatientes aliados tuvieron un éxito moderado en la protección de las fuerzas terrestres y marítimas contra bombardeos aéreos, se vieron obstaculizados por operar relativamente lejos de sus bases de origen. Los Spitfires, en particular, estaban al borde de sus límites operativos, y algunos solo podían pasar cinco minutos sobre el área de combate. La incursión en Dieppe vio el bautismo de fuego del nuevo Spitfire Mark IX, el único caza británico equiparable al alemán Fw 190. Seis escuadrones (cuatro británicos y dos canadienses) volaron el Mark IX en Dieppe. 
Durante la batalla, el Comando de combate realizó 2.500 salidas.sobre Dieppe y logró una estrecha victoria sobre la Luftwaffe. La cobertura de caza impidió que la Luftwaffe realizara ataques importantes contra el desembarque o la evacuación de las fuerzas aliadas, que en consecuencia no sufrieron mucho por los ataques aéreos. Sin embargo, en cuanto al objetivo de la "mayor batalla aérea" que paralizaría a la Luftwaffe sobre Francia, la Operación Jubileo tuvo menos éxito. 
Durante las batallas aéreas sobre Dieppe, la Royal Air Force perdió 91 aviones derribados y 64 pilotos (17 tomados prisioneros, el resto muertos) mientras que la Royal Canadian Air Force perdió 14 aviones y nueve pilotos. Además, los británicos perdieron seis bombarderos sobre Dieppe. La Luftwaffe, por su parte, perdió 48 aviones y otros 24 sufrieron daños graves con 13 pilotos muertos y siete heridos. Sin embargo, la inteligencia de la RAF afirmó que los Aliados habían derribado 96 aviones alemanes, obteniendo así una gran victoria. En realidad, la Luftwaffe en Francia recuperó su fuerza a los pocos días de la batalla.

## Consecuencias

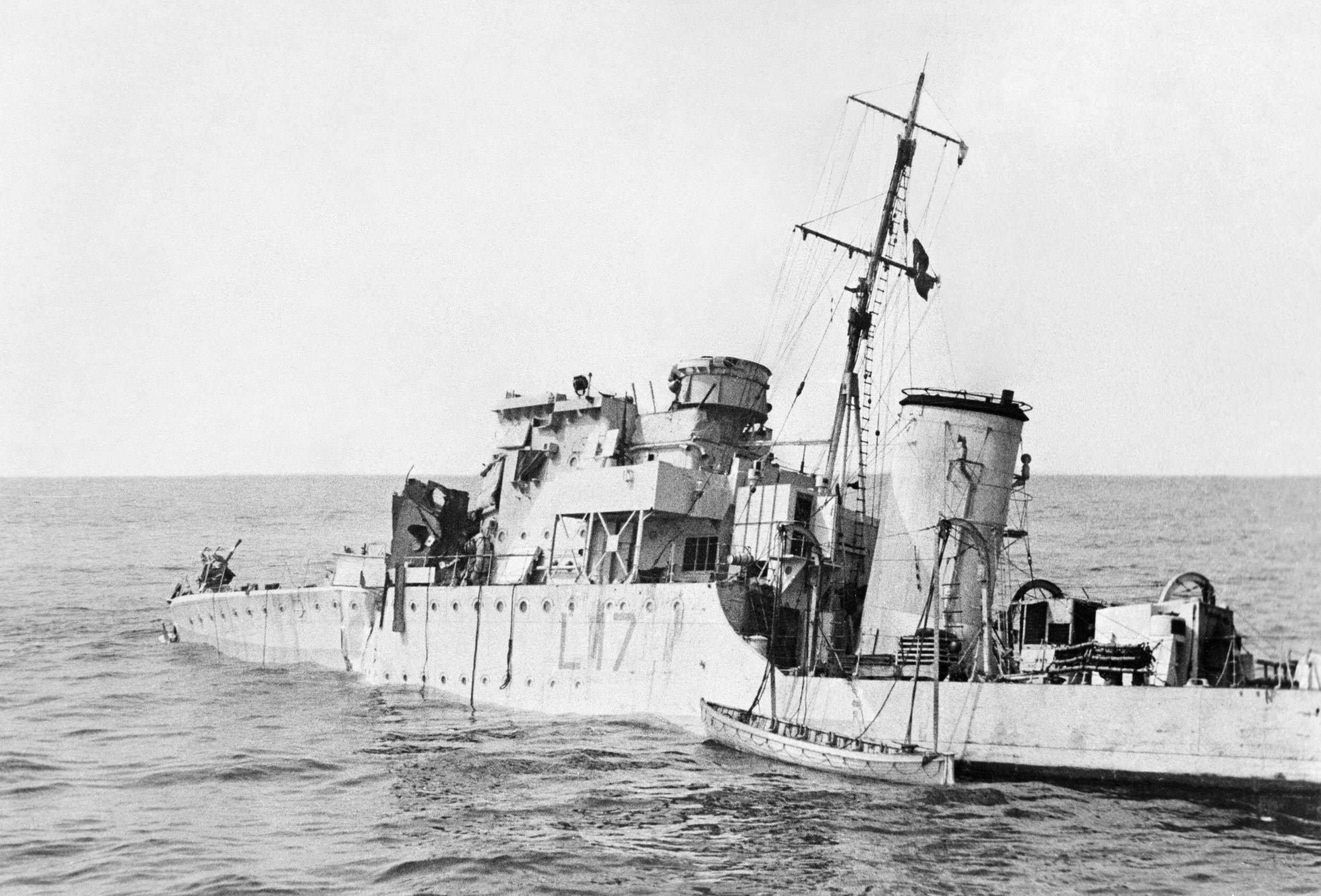
El destructor inglés HMS Berkeley después de haber sido alcanzado por dos bombas de un Focke-Wulf Fw 190 que le rompieron la quilla.

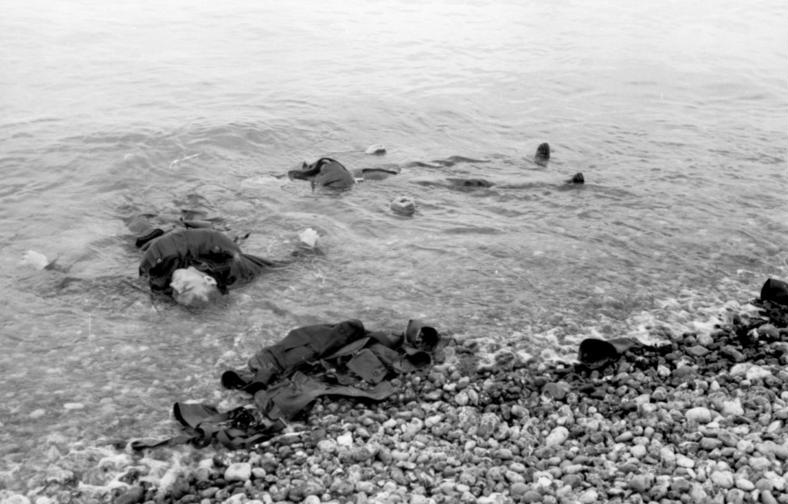
Muertos canadienses en Dieppe, agosto de 1942

De los casi 5.000 contingentes canadienses que desembarcaron, 3.367 fueron muertos, heridos o hechos prisioneros, una tasa de bajas excepcionalmente alta del 68%. Los 1000 comandos británicos perdieron 247 hombres. La Royal Navy perdió un destructor (HMS Berkeley) y 33 lanchas de desembarco, sufriendo 550 muertos y heridos. La RAF perdió 106 aviones contra los 48 perdidos por la Luftwaffe. El ejército alemán sufrió 591 bajas. De los 50 Rangers del Ejército de EE. UU., seis murieron, siete fueron heridos y cuatro capturados.

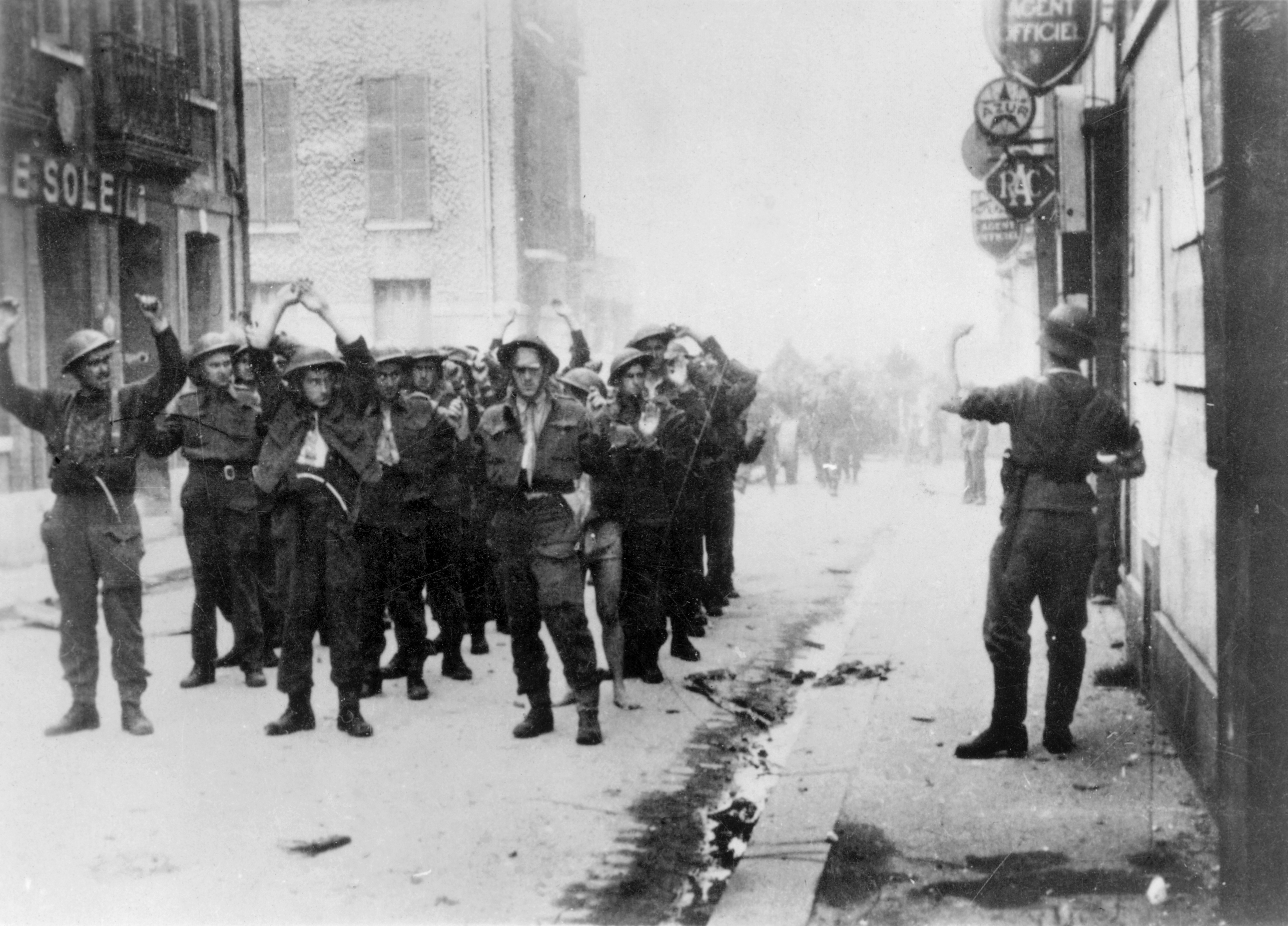
Prisioneros canadienses siendo conducidos a través de Dieppe después de la batalla. Crédito: Biblioteca y Archivos de Canadá / C-014171

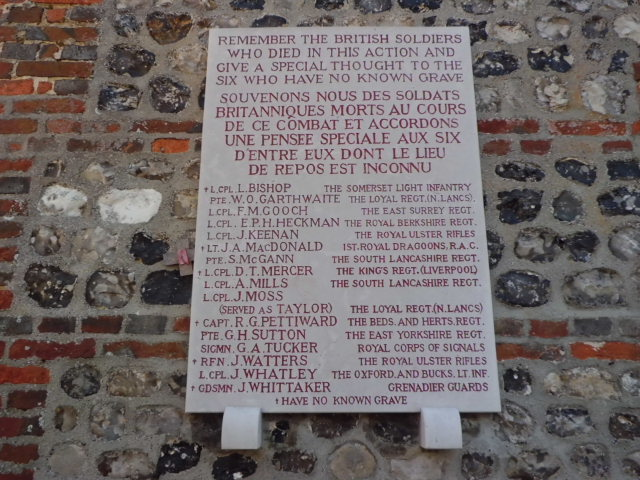
Placa en Sainte Marguerite sur Mer, en recuerdo de los soldados muertos

Si bien el contingente canadiense luchó valientemente frente a un enemigo determinado, fueron circunstancias fuera de su control las que sellaron su destino. A pesar de las críticas sobre la inexperiencia del regimiento canadiense que se enfrentó a la batalla, los estudiosos han señalado que incluso profesionales experimentados no habrían tenido opción ante las condiciones deplorables provocadas por sus superiores. Los oficiales al mando que diseñaron la incursión en Dieppe no habían previsto tales pérdidas.
Su resultado contrastaba con el éxito que había tenido poco antes el ataque aliado contra Saint-Nazaire, otra ciudad portuaria controlada por los alemanes. Desde los rangos más altos se cometieron errores críticos tanto estratégicos como tácticos que resultaron en miles de bajas aliadas (particularmente canadienses).
Se llegó a afirmar que las pérdidas en Dieppe eran un mal necesario. Tras la guerra, Mountbatten justificó la incursión argumentando que las lecciones aprendidas en Dieppe en 1942 serían de provecho más adelante en la guerra. Más tarde afirmó: "No tengo dudas de que la batalla de Normandía se ganó en las playas de Dieppe. Por cada hombre que murió en Dieppe, al menos 10 más se habrían salvado en Normandía en 1944". Comentando el ataque a Dieppe en sus memorias, Winston Churchill comentó que "Mi impresión de 'Jubilee' es que los resultados justificaron completamente el alto costo" y que "fue una contribución canadiense de la mayor importancia para la victoria final".
Para otros, especialmente en Canadá, la batalla se recuerda como un gran desastre. De los casi 5.000 soldados canadienses, más de 900 murieron (alrededor del 18 por ciento) y 1,874 fueron hechos prisioneros (37%).